# Matti Vanhanen
Matti Taneli Vanhanen, född 4 november 1955 i Jyväskylä, är en finländsk politiker (center). Han var Finlands statsminister från 2003 till 2010. I juni 2020 blev han finansminister och statsministerns ställföreträdare men har 2021 och 2020 lämnat båda uppdragen.

## Biografi
Vanhanen blev försvarsminister när Anneli Jäätteenmäki bildade regering våren 2003. Sedan Jäätteenmäki avgått efter bara ett par månader på posten fick han överta rollerna som statsminister och partiledare. Regeringen Vanhanen I bestod av samma koalition som regeringen Jäätteenmäki: Centern, socialdemokraterna och Svenska folkpartiet. Efter valet 2007 kunde Vanhanen fortsätta som statsminister, men den då formade regeringen Vanhanen II var en koalition där förutom Centern även Samlingspartiet, Gröna förbundet och Svenska folkpartiet ingår, medan socialdemokraterna här fick gå i opposition.
Vanhanen var sitt partis kandidat i presidentvalet 2006 och kom trea i första omgången med 561 555 röster, vilket motsvarar 18,63 procent av de avlagda rösterna. Inför valets andra omgång gav han sitt stöd åt Samlingspartiets kandidat Sauli Niinistö. President Tarja Halonen blev omvald.
Den 23 december 2009 meddelade Vanhanen att han inte ställer upp till omval för posten som partiordförande vid partikongressen i juni 2010. Han höll presskonferens i ämnet på tisdagen den 29 december. Vid presskonferensen meddelade han att avsikten är att den nya partiordföranden skall ta över som statsminister direkt. En orsak till att han avgick är att båda hans ben skulle opereras i november 2010. Han meddelade att han avsåg att kandidera i riksdagsvalet 2011 och kunde tänka sig att bli minister igen, men hade inte för avsikt att kandidera i nästa presidentval. Fram till mitten av mars hade näringsminister Mauri Pekkarinen, utrikeshandels- och utvecklingsminister Paavo Väyrynen, förvaltnings- och kommunminister Mari Kiviniemi och riksdagsman Timo Kaunisto meddelat att de ställer upp i ordförandevalet. Kiviniemi blev slutligen den kandidat som valdes till partiordförande på Centerns partikongress.
Hösten 2010 lämnade han riksdagen för den privata sektorn, men ställde åter upp i riksdagsvalet 2015, och blev invald i Centerns riksdagsgrupp. Likaså 2019. Han ställde också upp i presidentvalet 2018, där han i den första (och enda) omgången kom på femte plats. I juni 2019 valdes han till riksdagens talman. I juni 2020 lämnade han den posten och blev i stället Finlands finansminister, sedan Katri Kulmuni hastigt hade lämnat regeringen. Han avgick som finansminister i maj 2021 och återkom som riksdagens talman i februari 2022.
Vanhanen är son till den kontroversielle statsvetaren Tatu Vanhanen.

## Privatliv
Vanhanen gifte sig med Merja Vanhanen år 1985. De har två barn tillsammans. Matti Vanhanen och Merja Vanhanen meddelade sin skilsmässa år 2005.

## Utbildning
- Student 1975
- Politices magister 1989

## Karriär
- Ordförande för Centerns ungdomsförbund 1980–1983
- Redaktör på tidningen Kehäsanomat 1985–1988
- Chefredaktör 1988–1991
- Riksdagsledamot 1991–2010
- Försvarsminister 2003
- Statsminister 2003–2010
- Partiordförande för Centern 2003–2010

## Utmärkelser
- Riddartecknet av I klass av Finlands Lejons orden,  6 december 1999[6]
- Militärens förtjänstmedalj,  4 juni 2004[7]
- Storkorset av Finlands Vita Ros’ orden,  6 december 2004[8]
- Terra Mariana-korsets orden, första klass,  12 mars 2007[9]
- Storkorsriddare av Republiken Italiens förtjänstorden,  5 september 2008[10]
- Kommendör med stora korset av Nordstjärneorden[11]
- Storkors av Fenixorden[11]

[Redigera Wikidata]